# Първороден грях (филм)
„Първороден грях“ (на английски: Original Sin) е американски филм с участието на Антонио Бандерас и Анджелина Джоли. Тя получава номинация Златна малинка за най-лоша женска роля. Филмът представлява странна любовна история, която се люшка между настоящето и миналото и приема неочаквани завои. Филмът е базиран на друг филм – „Сирената от Мисисипи“ (1969) на режисьора Франсоа Трюфо.